# Rodbina Orange-Nassau
Rodbina Orange-Nassau je vladajoča kraljeva rodbina na Nizozemskem, ki izhaja iz podveje Nassau-Dillenburg otonske veje rodbine Nassau.
Leta 1544 je prvi sin grofa Viljema Nassavsko-Dillenburškega-Bogatega (*1487, †1559), enajstletni Viljem, od svojega bratranca Renéja (*1519, †1544), sina Henrika III. Nassavskega (*1483, †1538) in njegove žene iz drugega zakona Claudie de Chalon (†1521), podedoval francosko kneževino Orange in vsa njuna posestva na Nizozemskem in v Luksemburgu. Viljem se je leta 1545 odpovedal očetovi dediščini in se iz Dillenburga preselil v Bredo in Bruselj, kjer ga je cesar Karel V. nameraval vzgojiti za kraljevega namestnika na Nizozemskem. Kot Viljem I., knez Oranski, je tako začetnik rodbine Orange-Nassau, nove podveje rodbine Nassau.
Viljem I. Oranski je leta 1567 stopil na čelo upora Nizozemcev proti nadvladi Španije in vsa svoja prizadevanje in bogastvo posvetil ustanavljanju Republike Nizozemske. Kot stadhouderji (državni namestniki v provincah Republike) so njegovo delo nadaljevali sinova Mavricij in Friderik Henrik, vnuk Viljem II. in pravnuk Viljem III., ki je postal tudi angleški kralj.
Vzporedni veji Nassau-Dillenburg in Orange-Nassau sta se spet dotaknili s poroko Albertine Agnes (*1634, †1696), hčerke Friderika Henrika Oranskega, z Viljemom Friderikom iz rodbine Nassau-Diez (*1613, †1664). Ko je leta 1702 Viljem III. umrl brez potomcev, ga je nasledil Ivan Viljem Friso (*1687, †1711), vnuk Albertine Agnes, ki je podedoval tudi posestva rodbine Orange-Nassau z izjemo kneževine Orange, ki je bila vrnjena Franciji. Rodbina je še naprej lahko uporabljala naslov knezov oranskih.
Vijem IV. (*1711, †1751), sin Ivana Viljema Frisa, je leta 1743 združil vsa nizozemska in nemška ozemlja nekdanje dedne posesti otonske veje rodbine Nassau. Leta 1747 je postal dedni stadhouder vseh provinc Republike Nizozemske. Njegov vnuk je postal z dunajskim kongresom leta 1815 nizozemski kralj Viljem I. Ko je vnuk slednjega, Viljem III., ostal brez moškega naslednika, ga je leta 1890 nasledila hči, kraljica Vilhelmina, njo pa kraljici Juliana in Beatrix.